# Châteaufort (Alpes-de-Haute-Provence)
Pour les articles homonymes, voir Châteaufort.
Châteaufort est une commune française, située dans le département des Alpes-de-Haute-Provence en région Provence-Alpes-Côte d'Azur.
Le nom de ses habitants est Castelfortois.

## Géographie
Le village est situé sur une colline escarpée à 638 mètres d’altitude, dominant la vallée de la Sasse et fermant la vallée,.

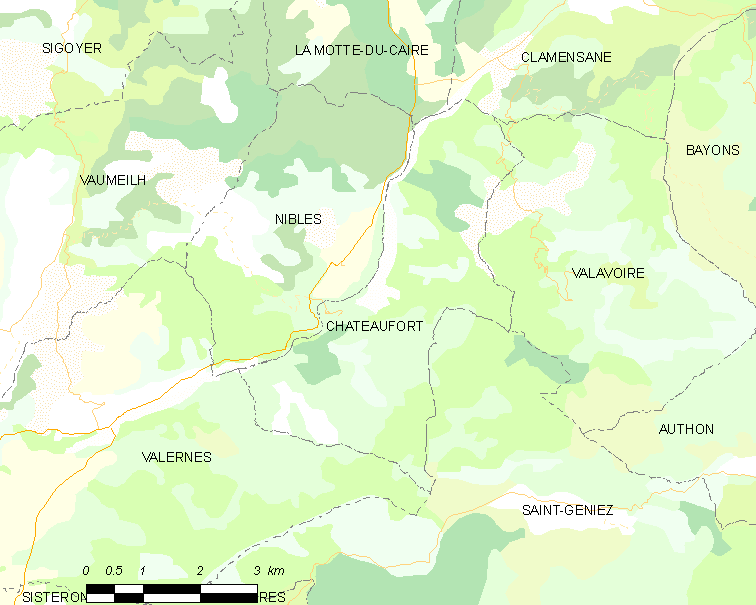
Châteaufort et les communes voisines (Cliquez sur la carte pour accéder à une grande carte avec la légende).

Les communes limitrophes de Châteaufort sont La Motte-du-Caire, Clamensane, Valavoire, Saint-Geniez, Valernes, Nibles.

### Géologie

Massif des Alpes et localisation des Préalpes de Digne.

Le territoire se situe en limite est des Baronnies orientales, sur des formations calcaires provençales du Jurassique supérieur et du Crétacé inférieur (roches sédimentaires issues d'un ancien océan alpin), entre trois formations géologiques majeures des Alpes :
- la nappe de Digne à l'est[5], au niveau du lobe de Valavoire[6] : il s'agit d'une nappe de charriage, c'est-à-dire d'une dalle épaisse de près de 5 000 m qui s'est déplacée vers le sud-ouest durant l'Oligocène et la fin de la formation des Alpes. Les lobes (ou écailles) correspondent à la bordure découpée à l'ouest de la nappe ;
- la faille de la Durance au sud-ouest, dans la vallée.
- Lors de la glaciation de Riss, une diffluence du glacier de la Durance envahit la vallée du Sasse, et recouvre la quasi-totalité de la commune. Seuls les sommets de Saint-Laurent et de la Brèche d’Entraix émergeaient. Lors de la glaciation de Würm, l’extension du glacier est bien moins importante, et aucune partie de la commune n’est recouverte[7].

### Relief
Le terroir de Châteaufort s’étend en rive gauche du Sasse, occupant plusieurs vallées inférieures de torrents affluents du Sasse, mais en s’élevant rarement jusqu’aux crêtes. À l’ouest de la commune, partie du territoire située au sud du Sasse, le terrain vallonné forme un bassin dont le relief s’élève vers le sud jusqu’au Gourras (1 352 m au point culminant, mais la limite de la commune passe en dessous) ; de l’autre côté, le paysage est fermé par la crête de la montagne de Gâche, orientée est-ouest et dépassant les 1 300 m.
Le territoire de Châteaufort fait ensuite un coude vers le nord : le paysage est fermé à l’est par le Grand Adroit, colline isolée qui se trouve dans la commune de Saint-Geniez. En allant vers le nord, on trouve ensuite la colline de Saint-Laurent et la crête rocheuse du Grand Font (1 126 m) entre les vallées du ravin de Terre-Basse au sud et du riou d’Entraix au nord ; puis le Serre de la Vache qui culmine au sommet des Moulières (871 m), et le Blacus, isolé à 906 m. Enfin, le terrain situé au nord du riou d’Entraix et du Blacus est vallonné, sans éminence notable.
Parmi les collines qui se trouvent à proximité du lit du Sasse, celles de Giraudon (775 m), du village de Châteaufort (638 m), l’extrémité ouest du Serre de la Vache (794 m).
Les principaux cols sont des cols pédestres : le col des Aubrettes (925 m) et la Brèche d’Entraix (1 035 m), qui relient le bassin de Châteaufort à la vallée du Riou d’Entraix.

### Hydrographie
Le terroir de Châteaufort forme un coude, suivant le cours du Sasse. Au sud de Châteaufort, on compte de très nombreux ravins où coulent des torrents intermittents (ravin de Foussouret (en limite de Valernes), ravin des Martins, ravin de Bâtie Vieil), seul ravin de Terre Basse qui coule au pied du village ayant un écoulement pérenne. Plus au nord, le Riou d’Entraix coule du sud-est vers le nord-ouest, puis on retrouve des torrents intermittents, le ravin de Saint-Véran, le ravin de Saint-Vincent, et le ravin de Maynard qui fait la frontière avec Clamensane.

### Hameaux et écarts
Les hameaux de Saint-Véran et des Mayols sont éloignés du village et desservis par des routes qui ne passent pas par le chef-lieu.

### Climat
Pour des articles plus généraux, voir Climat de Provence-Alpes-Côte d'Azur et Climat des Alpes-de-Haute-Provence.
En 2010, le climat de la commune est de type climat méditerranéen altéré, selon une étude du Centre national de la recherche scientifique s'appuyant sur une série de données couvrant la période 1971-2000. En 2020, Météo-France publie une typologie des climats de la France métropolitaine dans laquelle la commune est exposée à un climat de montagne ou de marges de montagne et est dans la région climatique Alpes du sud, caractérisée par une pluviométrie annuelle de 850 à 1 000 mm, minimale en été.
Pour la période 1971-2000, la température annuelle moyenne est de 11,1 °C, avec une amplitude thermique annuelle de 17,2 °C. Le cumul annuel moyen de précipitations est de 941 mm, avec 7,3 jours de précipitations en janvier et 4,7 jours en juillet. Pour la période 1991-2020, la température moyenne annuelle observée sur la station météorologique de Météo-France la plus proche, « Sisteron », sur la commune de Sisteron à 11 km à vol d'oiseau, est de 12,1 °C et le cumul annuel moyen de précipitations est de 835,0 mm. 
La température maximale relevée sur cette station est de 41 °C, atteinte le 28 juin 2019 ; la température minimale est de −18 °C, atteinte le 12 janvier 2010,,.
Les paramètres climatiques de la commune ont été estimés pour le milieu du siècle (2041-2070) selon différents scénarios d'émission de gaz à effet de serre à partir des nouvelles projections climatiques de référence DRIAS-2020. Ils sont consultables sur un site dédié publié par Météo-France en novembre 2022.

### Transports
Trois routes départementales desservent la commune de Châteaufort, sans se croiser ; deux se raccordent au réseau à l’extérieur de Châteaufort :
- la RD 454 s’embranche à Nibles sur la RD 951, route qui dessert la vallée du Sasse. La RD 454 monte au village, puis redescend dans la vallée pour se diriger vers Saint-Geniez ;
- la RD 804 qui vient de Valernes, dessert le hameau des Mayols et se finit en cul-de-sac ;
- la RD 804 traverse Châteaufort entre Clamensane et Valavoire ; un rameau s’en détache pour desservir Saint-Véran.

### Risques naturels
Aucune des 200 communes du département n'est en zone de risque sismique nul. Le canton de La Motte-du-Caire auquel appartient Châteaufort est en zone 1a (risque très faible mais non négligeable) selon la classification déterministe de 1991, basée sur les séismes historiques, et en zone 4 (risque moyen) selon la classification probabiliste EC8 de 2011. La commune de Châteaufort est également exposée à trois autres risques naturels :
- feu de forêt ;
- inondation (dans la vallée du Sasse) ;
- mouvement de terrain.

La commune de Châteaufort n’est exposée à aucun des risques d’origine technologique recensés par la préfecture.
Aucun plan de prévention des risques naturels prévisibles (PPR) n’existe pour la commune et le Dicrim n’existe pas non plus.

## Urbanisme

### Typologie
Au 1er janvier 2024, Châteaufort est catégorisée commune rurale à habitat très dispersé, selon la nouvelle grille communale de densité à 7 niveaux définie par l'Insee en 2022.
Elle est située hors unité urbaine et hors attraction des villes,.

### Occupation des sols
L'occupation des sols de la commune, telle qu'elle ressort de la base de données européenne d’occupation biophysique des sols Corine Land Cover (CLC), est marquée par l'importance des forêts et milieux semi-naturels (92,5 % en 2018), en diminution par rapport à 1990 (98,9 %). La répartition détaillée en 2018 est la suivante : 
forêts (42,9 %), milieux à végétation arbustive et/ou herbacée (36,5 %), espaces ouverts, sans ou avec peu de végétation (13 %), zones agricoles hétérogènes (7,5 %).
L'évolution de l’occupation des sols de la commune et de ses infrastructures peut être observée sur les différentes représentations cartographiques du territoire : la carte de Cassini (XVIIIe siècle), la carte d'état-major (1820-1866) et les cartes ou photos aériennes de l'IGN pour la période actuelle (1950 à aujourd'hui).

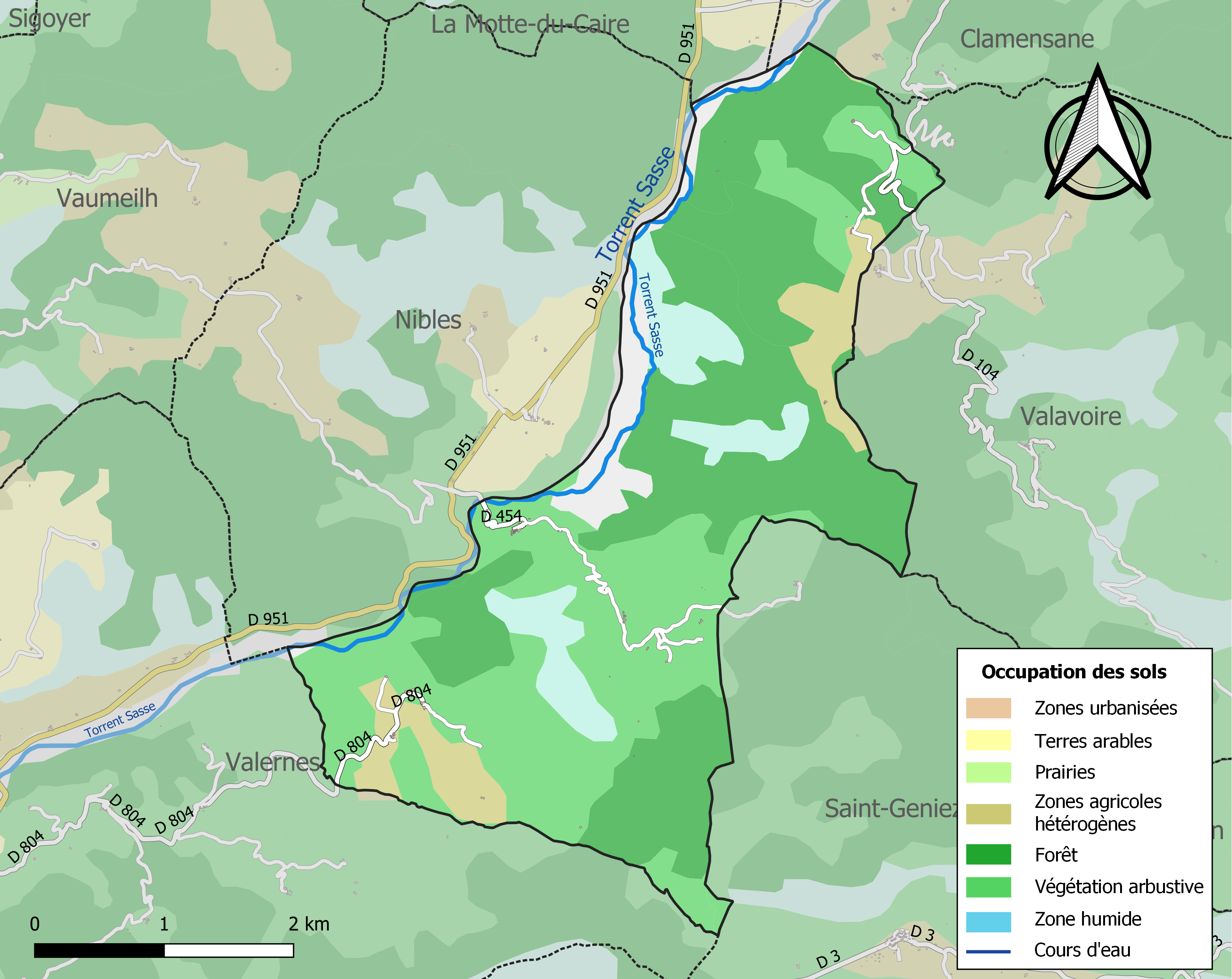
Carte de l'occupation des sols de la commune en 2018 (CLC).

## Toponymie
Le nom actuel de la localité est une francisation du nom nord-occitan apparu pour la première fois vers 1030 (Castro forti).
Selon le couple Fénié, le toponyme Entraix (utilisé pour deux villages, un torrent [le riou d’Entraix] et la Brèche d’Entraix, un col) est formé sur la racine oronymique préceltique *Tr-.

## Économie

### Aperçu général
En 2009, la population active s’élevait à neuf personnes, dont deux chômeurs. Ces travailleurs sont majoritairement salariés (cinq sur sept) et travaillent majoritairement dans la commune (quatre actifs sur sept). L’essentiel des emplois de la commune se trouvent dans l’agriculture, le secteur secondaire étant totalement absent.

### Agriculture
Fin 2010, le secteur primaire (agriculture, sylviculture, pêche) comptait deux établissements agricoles actifs au sens de l’Insee (exploitants non-professionnels inclus) et aucun emploi salarié.
Le nombre d’exploitations professionnelles est trop faible, et couvert par le secret statistique dans l’enquête Agreste du ministère de l’Agriculture. Il était de trois en 1988. Il s’agit uniquement d’éleveurs ovin.

#### Labels
La commune du Châteaufort possède deux labels Appellation d'origine contrôlée (AOC) (Huile essentielle de lavande de Haute-Provence et Banon) et neuf labels Indication géographique protégée (IGP) (Pommes des Alpes de Haute-Durance, Miel de Provence, agneau de Sisteron. La commune est également dans le périmètre des vins des Alpes-de-Haute-Provence (VDP) blanc, rouge et rosé et VDP de Méditerranée blanc, rouge et rosé), mais n'avait, en 2005, aucune production viticole.
L’agneau de Sisteron est une appellation label rouge protégée depuis 3 janvier 2005,.
Le miel de Provence est protégé par un label rouge associé à une indication géographique protégée, tant pour le miel toutes fleurs que pour le miel de lavande et lavandin[Par exemple ?].
Les pommes des Alpes de Haute-Durance ont obtenu une Indication géographique protégée en 2010[Par exemple ?].

### Activités de service
Fin 2010, le secteur tertiaire (commerces, services) comptait un seul établissement, du secteur administratif (regroupé avec le secteur sanitaire et social et l’enseignement), salariant une personne.
D'après l’Observatoire départemental du tourisme, la fonction touristique est assez importante pour la commune, avec entre un cinq touristes accueillis par habitant, malgré l’absence de structures d’hébergement. Les résidences secondaires constituent donc la seule capacité d’accueil : au nombre de 16, elles représentent 60 % des logements,.

## Histoire
Dans l’Antiquité, le territoire de Châteaufort fait partie de celui des Sogiontiques (Sogiontii), dont le territoire s’étend du sud des Baronnies à la Durance, et recouvre une partie du massif des Monges. Les Sogiontiques sont fédérés aux Voconces, et après la conquête romaine, ils sont rattachés avec eux à la province romaine de Narbonnaise. Au IIe siècle, ils sont détachés des Voconces et forment une civitas distincte, avec pour capitale Segustero (Sisteron). Des monnaies romaines des IIIe et IVe siècles, des céramiques, des tegulae attestent de la présence gallo-romaine dans le terroir.
La localité apparaît pour la première fois dans les chartes vers 1030, à l’époque où une motte castrale est élevée. Elle était alors déjà désignée comme de Castro Forti. Très rapidement, les seigneurs, qui rendaient hommage aux comtes de Provence, prennent le nom de leur fief (et s’intitulent « de Châteaufort »). Leur château était construit au sud du village, sur une petite éminence. Une basse-cour était aménagée en dessous, l’ensemble n’excédant pas les 100 m2.
Le prieuré ainsi que de vastes territoires relevaient de l’abbaye Saint-Victor de Marseille, qui en percevaient les revenus. Au XIVe siècle, les Châteaufort sont coseigneurs avec les Justas, les Valavoire, les Venterol et les Laveno. Quand un Laveno épouse Garsende de Justas, fille de Justas de Peipin, la part de seigneurie sur Châteaufort est incluse dans la dot.
La communauté de Châteaufort absorbe au XVe siècle les deux communautés du Castellet d’Entraix (11 feux en 1315) et de La Pène (20 feux en 1297), qui ne se sont pas relevées de la crise du XIVe siècle (Peste noire et guerre de Cent Ans). Elles relevaient de la viguerie de Sisteron. L’église d’Entraix, consacrée à Notre-Dame-de-Bethléem-et-Saint-Pierre, était un prieuré relevant de Cluny, qui a probablement été abandonné à la fin du XIVe siècle.
À l’époque moderne, le village d’Entraix comptait une tuilerie et trois moulins (à farine, à huile et un foulon pour la laine) qui utilisaient tous les quatre l’énergie hydraulique. Son église est constamment en mauvais état et menace ruine en permanence.
Durant la Révolution française, pour suivre le décret de la Convention du 25 vendémiaire an II invitant les communes ayant des noms pouvant rappeler les souvenirs de la royauté, de la féodalité ou des superstitions, à les remplacer par d'autres dénominations, la commune change de nom pour Rochefort, ou Rochefort-sur-Sasse.
Au XIXe siècle, la construction de la RD 951, qui se fait en rive droite du Sasse, détourne le trafic qui se faisait auparavant par la route royale, rive gauche et passant par Châteaufort et Entraix entre Sisteron et Valavoire.
Comme de nombreuses communes du département, Châteaufort se dote d’écoles bien avant les lois Jules Ferry : en 1863, elle compte déjà deux écoles dispensant une instruction primaire aux garçons, au village chef-lieu et à Saint-Véran. Aucune instruction n’est donnée aux filles : ni la loi Falloux (1851) qui impose l’ouverture d’une école de filles aux communes de plus de 800 habitants, ni la première loi Duruy (1867), qui abaisse ce seuil à 500 habitants, ne concernent la commune de Châteaufort. La deuxième loi Duruy (1877) lui permet, grâce aux subventions de l’État, de construire deux écoles neuves et ce n’est qu’avec les lois Ferry que les filles furent scolarisées à Châteaufort.
Les derniers habitants d’Entraix abandonnent le village dans les années 1930.
Jusqu’au milieu du XXe siècle, la vigne était cultivée dans la commune, uniquement pour l’autoconsommation. Cette culture, qui s'est maintenue dans l'entre-deux-guerres mondiales, a depuis été abandonnée.

## Héraldique
| Blason de Châteaufort | Blason  | D’azur au soleil d’or en chef, à l’étoile du même en cœur, au croissant d’argent en pointe, l’étoile accostée des lettres C et F capitales d’or. |
| Blason de Châteaufort | Détails | Le statut officiel du blason reste à déterminer.                                                                                                 |

## Politique et administration

### Administration municipale
De par sa taille, la commune dispose d'un conseil municipal de 9 membres (article L2121-2 du Code général des collectivités territoriales). Lors du scrutin de 2008 il n’y eut qu’un seul tour : Edmond Jaubert a été réélu conseiller municipal avec le second total de 25 voix soit 96,15 % des suffrages exprimés. La participation a été de 86,87 %. Il a ensuite été élu maire par le conseil municipal.

### Liste des maires
L'élection du maire est la grande innovation de la Révolution de 1789. De 1790 à 1795, les maires sont élus au suffrage censitaire pour 2 ans. De 1795 à 1800, il n’y a pas de maires, la commune se contente de désigner un agent municipal qui est délégué à la municipalité de canton.
En 1799-1800, le Consulat revient sur l'élection des maires, qui sont désormais nommés par le pouvoir central. Ce système est conservé par les régimes suivants, à l'exception de la Deuxième République (1848-1851). Après avoir conservé le système autoritaire, la Troisième République libéralise par la loi du 5 avril 1884 l'administration des communes : le conseil municipal, élu au suffrage universel, élit le maire en son sein.
| Période                                  | Période  | Identité           | Étiquette | Qualité                                                                  |
| ---------------------------------------- | -------- | ------------------ | --------- | ------------------------------------------------------------------------ |
| mai 1945                                 |          | Élie Richaud       |           |                                                                          |
|                                          |          |                    |           |                                                                          |
| 1983                                     | 2014     | Edmond Jaubert,    |           |                                                                          |
| mars 2014                                | mai 2020 | Nicolas Jaubert    |           | Agriculteur exploitant                                                   |
| mai 2020                                 | en cours | Geneviève Demontis |           | Personne sans activité Professionnelle de 60 ans et plus (non Retraitée) |
| Les données manquantes sont à compléter. |          |                    |           |                                                                          |

### Intercommunalité
Châteaufort fait partie :
- de 2008 à 2017, de la communauté de communes de La Motte-du-Caire - Turriers ;
- à partir du 1er janvier 2017, de la communauté de communes Sisteronais-Buëch.

### Instances judiciaires et administratives
Le Caire est une des 34 communes du canton de Seyne depuis 2015, qui totalise 8 377 habitants en 2012. La commune fait partie de l’Arrondissement de Sisteron du 17 février 1800 au 10 septembre 1926, date de son rattachement à l'Arrondissement de Forcalquier et de la Deuxième circonscription des Alpes-de-Haute-Provence. Châteaufort fait partie du canton de La Motte-du-Caire de 1801 à 2015, après avoir fait partie du canton de Saint-Geniez de 1793 à 1801. Châteaufort fait partie des juridictions d’instance de Forcalquier, de la prud'homale de Manosque, et de grande instance de Digne-les-Bains.

### Fiscalité locale
| Taxe                                        | Part communale | Part intercommunale | Part départementale | Part régionale |
| ------------------------------------------- | -------------- | ------------------- | ------------------- | -------------- |
| Taxe d'habitation                           | 1,60 %         | 0,64 %              | 5,53 %              | 0,00 %         |
| Taxe foncière sur les propriétés bâties     | 5,29 %         | 2,25 %              | 14,49 %             | 2,36 %         |
| Taxe foncière sur les propriétés non bâties | 35,81 %        | 6,44 %              | 47,16 %             | 8,85 %         |
| Taxe professionnelle                        | 4,69 %         | 1,28 %              | 10,80 %             | 3,84 %         |

La part régionale de la taxe d'habitation n'est pas applicable.
La taxe professionnelle est remplacée en 2010 par la cotisation foncière des entreprises (CFE) portant sur la valeur locative des biens immobiliers et par la contribution sur la valeur ajoutée des entreprises (CVAE) (les deux formant la contribution économique territoriale (CET) qui est un impôt local instauré par la loi de finances pour 2010).

## Population et société

### Démographie
L'évolution du nombre d'habitants est connue à travers les recensements de la population effectués dans la commune depuis 1765. Pour les communes de moins de 10 000 habitants, une enquête de recensement portant sur toute la population est réalisée tous les cinq ans, les populations de référence des années intermédiaires étant quant à elles estimées par interpolation ou extrapolation. Pour la commune, le premier recensement exhaustif entrant dans le cadre du nouveau dispositif a été réalisé en 2004.
En 2022, la commune comptait 25 habitants, en évolution de −13,79 % par rapport à 2016 (Alpes-de-Haute-Provence : +2,84 %, France hors Mayotte : +2,11 %).
| 1765 | 1793 | 1800 | 1806 | 1821 | 1831 | 1836 | 1841 | 1846 |
| ---- | ---- | ---- | ---- | ---- | ---- | ---- | ---- | ---- |
| 202  | 205  | 157  | 191  | 157  | 230  | 199  | 236  | 234  |

| 1851 | 1856 | 1861 | 1866 | 1872 | 1876 | 1881 | 1886 | 1891 |
| ---- | ---- | ---- | ---- | ---- | ---- | ---- | ---- | ---- |
| 204  | 201  | 200  | 204  | 173  | 179  | 170  | 176  | 168  |

| 1896 | 1901 | 1906 | 1911 | 1921 | 1926 | 1931 | 1936 | 1946 |
| ---- | ---- | ---- | ---- | ---- | ---- | ---- | ---- | ---- |
| 163  | 153  | 122  | 114  | 101  | 95   | 64   | 61   | 53   |

| 1954 | 1962 | 1968 | 1975 | 1982 | 1990 | 1999 | 2004 | 2006 |
| ---- | ---- | ---- | ---- | ---- | ---- | ---- | ---- | ---- |
| 47   | 42   | 29   | 26   | 25   | 30   | 28   | 29   | 29   |

| 2009 | 2014 | 2019 | 2022 | - | - | - | - | - |
| ---- | ---- | ---- | ---- | - | - | - | - | - |
| 23   | 28   | 27   | 25   | - | - | - | - | - |

| 1315    | 1471   | 1530                |
| ------- | ------ | ------------------- |
| 22 feux | 9 feux | 30 maisons habitées |

### Enseignement
La commune ne dispose pas d'école primaire publique. Au niveau secondaire, les élèves sont affectés au collège Marcel-Massot. Puis ils poursuivent au lycée de la cité scolaire Paul Arène à Sisteron,.

## Lieux et monuments
- Ruines du château fort

À l’embranchement de la RD 951 et de la route qui monte au village, se trouve un ancien relais de poste .
Une maison noble, dite ancien château, se trouve à l’entrée du village< , ainsi qu’un pigeonnier. Le château date probablement du XVIIe siècle : il est doté d’une chapelle de la Sainte-Famille par les seigneurs, les Aguilhenqui.
L’église Saint-Laurent, de style roman, est construite au XVIIe siècle, et restaurée en 1826 : son chevet est plat, elle possède un petit clocher-mur . Elle bénéficie de travaux d’embellissement et de restauration à partir de 1707. Elle est orientée au nord-est.
Une chapelle se trouve aux Jaumes.